# Martha Berger – Das Leben einer Frau

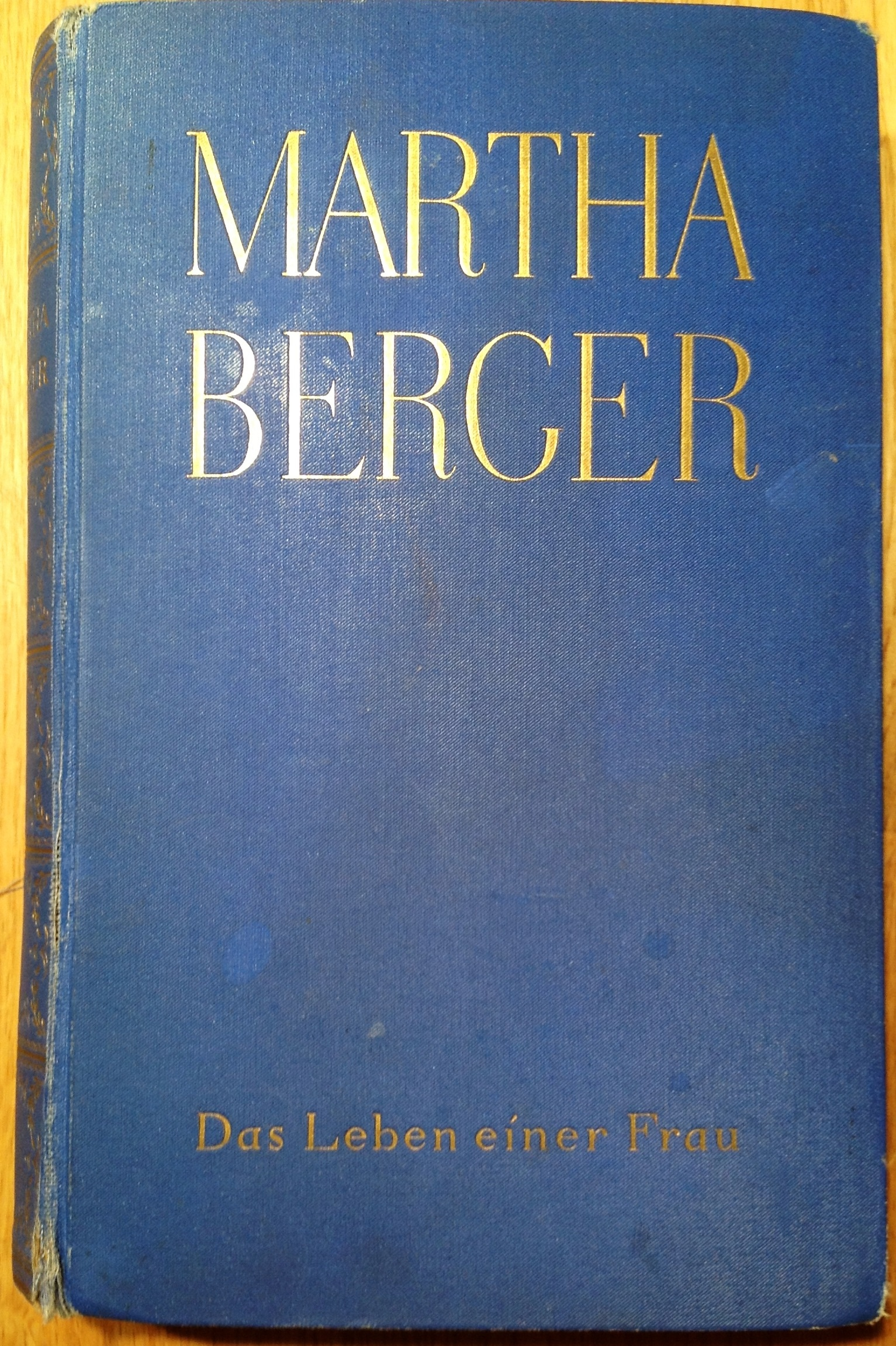
Buchumschlag der 1. Ausgabe

Martha Berger – Das Leben einer Frau ist der Titel eines im Ende Februar 1925 anonym erschienenen Romans im Wiener Rikola-Verlag. Erzählt wird die Überwindung der durch Missbrauch und Abhängigkeit gekennzeichneten, ersten Beziehung im Leben einer jungen Frau in Salzburg während des Ersten Weltkrieges und der Zwischenkriegszeit.
Ein Vorwort von Hermann Bahr führte dazu, dass es häufig ihm zugeschrieben wurde. Bahr hat zwar das Buch zwar zu Druck gegeben, die Autorin war aber das Amalia „Mali“ Pirhofer, die bei seiner Frau Anna Bahr-Mildenburg zeitweise als Haushaltshilfe angestellt war.
Über die Autorin schreibt Hermann Bahr:

„Das arme Ding, das ihn schrieb, ein Kind des Volkes, an den Grenzen des Kleinbürgertums geboren und erwachsen, wo täglich die Gefahr droht, ins Anonyme der Massenexistenz abzustürzen, rafft sich, durch ein vernichtendes Erlebnis bedroht, zur inneren Abwehr auf und findet die Kraft, kaum auch nur mit den Regeln der Rechtschreibung halbwegs vertraut, sich sein Schicksal sozusagen vom Halse zu schreiben. Das ist wirklich ganz 'unliterarisch', im höchsten Sinn.“

## Inhalt

### 1. Teil (Sommer 1917 – Weihnachten 1918)
Auf der Krankenstation für Kriegsversehrte in Salzburg erlebt Leutnant Franz Leitner, wie eine junge Salzburger Frau aus einfachen Verhältnissen – die titelgebende Martha Berger – sich um einen Sterbenden kümmert. Er verliebt sich in sie und versucht, ihre abwehrende Haltung zu überwinden. Obwohl sie sich von seiner Energie und Lebenslust überrumpeln lässt, begegnet sie ihm mit Kühle und Skepsis. Auch als sie eine sexuelle Beziehung eingehen, bleibt ihre Distanz. Leitner wird als gesund entlassen und wieder eingezogen. In Steyr lässt er sich wieder auf sein altes Soldatenleben ein und sieht sich sexuellen Avancen von aktiven Frauen ausgesetzt. Nachdem eine früher bereits behandelte Geschlechtskrankheit wieder ausbricht, landet er in einem auf solche Erkrankungen bei Armeeangehörigen spezialisierten Spital in Seefeld. Wiederum geheilt, weigert er sich, mit einer Verwandten in Zell am See, wo er stationiert wird, sexuell aktiv zu werden, um die Krankheit nicht in die Familie zu schleppen. Bei einem kurzen gemeinsamen Urlaub am Mondsee wird sie von ihm vergewaltigt. Trotzdem gelingt es ihm, wieder ihr Vertrauen zu bekommen. Während sie lange nicht emotional in die Beziehung investiert war, gibt sie sich zuletzt ganz.

### 2. Teil
Der zweite Teil zeigt die weiterhin fragile Beziehung zwischen Franz und Martha. Gleich zum Neujahr wird sie schwanger. Die erste Schwangerschaft soll eine Abtreibung bei einer Engelmacherin beenden. Die Prozedur klappt nur nach tagelangen Schmerzen, die sie an den Rand des Grabes bringen, während sie zugleich in ihrem Elternhaus ihren Zustand geheim hält. Wenige Wochen später ist sie wieder schwanger und Franz organisiert bei einem Apotheker für Pferde gedachte Pulver. Das dritte Mal nimmt den Eingriff ein Gynäkologe vor, der auffordert, künftig zu verhüten. Um die anfallenden Kosten begleichen zu können, wird Leitner Valutaschieber. In seinem Berufsleben in einem Amt tätig, gibt es in seinem Privatleben zwei Frauen – Hilde Schulz und die Kaufmannstochter Ahringer, die die Mutter für ihn vorsieht und die Martha als konstante Bedrohung erlebt. Doch er schwört Martha am Grab seines Vaters, wo er schon der Masturbation abgeschworen hat, ihr stets beizustehen. Martha wiederum weist einen Verehrer ab, der ihren kranken Bruder nach Hause geleitet hat. Zur Pflege des Bruders muss sie ihre Arbeit aufgeben und ist nun gezwungen, in regelmäßigen Abständen an den Attersee zu fahren, um Lebensmittel zu besorgen.

### 3. Teil
Der dritte Teil bringt eine Fortführung des zweiten, nur mit einer Verlagerung des Handlungsorts stärker ins Private. Die Wanderungen und Besuche in einem Badehaus (als Ehepaar) führen erneut zu einer Schwangerschaft. Die vierte Abtreibung findet bei Martha zu Hause statt, während sie ihre Mutter pflegt. Loisl, ein bei Bergers untergebrachter Junge, kommt in seiner Verehrung nahe dran, den Grund für Marthas Schwäche für Franz zu entdecken. Aus Eifersucht sorgt Franz für seine Übersiedlung. Während Marthas Mutter zunehmend Franz akzeptiert und Martha für ihr Verhalten ihm gegenüber schilt, versucht diese aus der Beziehung zu entkommen. Franz Charakter erweist sich an vielen Stellen als schwach, etwa wenn er ihr eine geladene Waffe leiht, die bei ihr zu einer Beinverletzung führt und er gegenüber den Behörden lügt, wenn seine Geldschiebereien zunehmen und er letztlich auch Martha involviert, aber auch in der Unfähigkeit, seiner Mutter Einhalt zu gebieten. Von dieser wird die Vorgeschichte erzählt, sie betrog ihren Mann, der sie aus Ehrgefühl geheiratet hatte. Martha plant die Flucht zu den Verwandten in Meran, wo sich ihr Vater aufhält, um die Beziehung endgültig zu beenden und die neuerliche Schwangerschaft auszutragen. Franz gelingt es noch einmal, sie zurückzugewinnen und auch zur Abtreibung zu überreden.

### 4. Teil
Im letzten Teil nimmt Franz Martha mit zu sich nach Hause. Seine Mutter ist weggegangen und Martha erkennt an den nahen Schlafstätten der Witwerin und ihres Sohnes, warum diesem die weibliche Anatomie so bekannt ist und wird in ihrem Urteil über die launische und verzogene Mutter bestätigt, da diese einen sehr vernachlässigten Haushalt führt. Franz kündigt Marthas Einzug in der Wohnung in wenigen Wochen an und führt dann die Abtreibung durch, die aus Zeitmangel nicht abgeschlossen werden kann. Martha reist nun zur Erholung nach Meran, wo sie aber einerseits kränker wird, andererseits Franz die postalische Kommunikation einstellt. Als sie nach Monaten die Reste der Abtreibung verliert, Franz aber brieflich den Besuch eines Spitals verbietet, reist sie zurück. Sie findet Franz verlobt vor, jedoch nicht mit Hilde, die er liebt, sondern mit Maria, der unattraktiven Kaufmannstochter, durch die er seine Schulden begleichen und seinen Lebensstil zu halten hofft. Martha gesteht ihrer Familie alles, verhindert aber die Anzeige. Franz vergewaltigt sie noch einmal und manipuliert sie dann dahingehend, mit einem Pulver Selbstmord zu begehen. Die Leidgeprüfte folgt ihm auch darin, überlebt aber. Erkennend, dass Franz sie nur aus dem Weg räumen wollte, reist sie wiederum nach Meran, wo sie im Laufe eines Jahres nebenher ihre Geschichte wahrheitsgetreu und zur Belehrung anderer zu Papier bringt. Nachdem sie fertig ist und die Rückreise in Aussicht gestellt ist, stirbt sie.

### Stilprobe
„Die linde, durchs geöffnete Fenster streichende Abendluft löste die unerträgliche Spannung. Der Vollmond guckte gerade in das lichtlose Zimmer, leuchtete dem erregten Wesen in das zuckende Antlitz. –
 ‚Ja, ja, Franz, es ist so, wie du es sagst, es ist wahr, wieder ein Kindl! Und ich weiß auch von wann. – Erinnerst du dich, wie du so unnatürlich heftig, wie du keinen Halt mehr kanntest? – Wie du unbedenklich deinen Willen durchführtest, mich wissentlich zur Mutter zu machen, damit du vollen Genuß hättest? – Weißt du noch, wie ich mich wehrte, nach dir schlug? – Heute noch hast du die Narben meiner Nägel! Geholfen hat es mir nichts, du warst mir überlegen. Ja Franz, verflucht meine Schwäche, die mich kraftlos machte und dich ans Ziel brachte. – Deine perverse Gier steht auch jetzt wieder in deinen Augen! Vollbewußt deines Handelns, stürzt du mich unbedenklich in den Abgrund, um deiner Sinnenlust zu genügen. Für dich bedeutet es den Gipfelpunkt aller Lüste, wenn du mir mein Kind mit tausend Martern morden kannst. (Seite 433)‘“

### Verlagsgutachten
Im Nachlass Hermann Bahrs findet sich (unter Fremdmanuskripte eingeordnet), ein weiterer kurzer Text Amalie Pierhofers, Viper! betitelt, sowie das Verlagsgutachten in Abschrift, höchstwahrscheinlich von Franz Karl Ginzkey. Neben der lobenden Erwähnung des Texts spricht sich der Gutachter dafür aus, den Ort der Handlung wieder von Neustadt auf Salzburg zurückzuändern und keine Kürzungen vorzunehmen, außer stilistische und orthographische Eingriffe.

„In der Sprache endlich offenbart sich der feine künstlerische Instinkt der Verfasserin am deutlichsten. Trotz der ungezählten orthographischen und stilistischen Fehler ist eine unerhörte Satz- und Ausdrucksgewandtheit zu erkennen. Treffende Wortneubildungen, geschickter Wechsel in Darstellungsweise und -tempo […] Die Arbeit ist, was das rein Menschliche betrifft, von höchstem Wert, die künstlerische Form ist stark, echt und fesselnd.“

### Autobiographie vs. Fiktion
Inwieweit die Geschichte auf wahren Tatsachen beruht, lässt sich nicht mehr feststellen. Während zwar der berichtete Tod am Ende eine Autobiographie auszuschließen scheint (Hermann Bahr berichtet, das Manuskript von der Autorin zu haben), so sprechen vor allem die detailreiche und drastische Schilderung eines Lebens in Salzburg auf eine Fundierung in wirklich Erlebtem. Auch die von Karl Hopf berichtete Anekdote, dass das Buch beim Erscheinen einen Skandal geliefert hätte und der Freund Marthas (gemeint ist wohl die reale Vorlage für Franz Leitner) alle Exemplare in Salzburg aufgekauft hätte, unterstützt die Ansicht, dass es sich um eine Autobiographie in dritter Person handelt. Der Tod am Ende könnte eine Mystifikation darstellen, die die Autorin zur Wahrung ihrer Anonymität wählte.

### Literarische Einordnung
Als Lebensgeschichte einer jungen Frau in den Zwanzigerjahren ist es eine von vielen. Spannend ist das Verhältnis zu dem im Folgejahr erschienenen Roman Therese. Chronik eines Frauenlebens von Arthur Schnitzler, das mit Martha Berger Schauplätze und Themen teilt. Während aber Martha sechs Abtreibungen hat, weicht Therese stärker davor zurück beziehungsweise wird es nicht mit der gleichen Drastik geschildert. Im Kontrast zu dem Roman Das kunstseidene Mädchen von Irmgard Keun und der Neuen Sachlichkeit ist es nicht an Fantasie, großen Zielen und Vorhaben interessiert. Die von Bahr in seinem Vorwort vorgenommene Nähe zu Hedwig Courths-Mahler fundiert vor allem auf der sprachlichen Darbietung, die Handlung selbst verweigert sich der Suche nach literarischen Effekten und Wirkungen, wofür jene berühmt ist.

### Ausgabe
Martha Berger – Das Leben einer Frau. Wien, Leipzig, München: Rikola 1925.

### Rezensionen
- Hermann Bahr: Martha Berger. Berliner Tageblatt, Jg. 54, Nr. 145, 26. März 1925, Abend-Ausgabe, S. 4, online
- Hans Saßmann: Das Buch einer unglücklichen Frau. In: Neues Wiener Journal, Jg. 33, Nr. 11.253, 20. März 1925, S. 3–4, online
- Th. Mayerhofer: Martha Berger. In: Salzburger Volksblatt, Jg. 55, Nr. 79, 7. April 1925,S. 7–8, online
- Walter Sandoz: »Martha Berger«. In: Berner Bund, Jg. 76, Nr. 155, 15. April 1925, S. 1–2.
- Dr. St. in: Illustriertes Familienblatt, Jg. 31, H. 9, Anfang Mai 1925, S. 18, online
- Julian Sternberg: Bücher von denen man spricht. In: Moderne Welt, Jg. 6, H. 23, Anfang Mai 1925, S. 26, online
- M. [=Moritz] Enzinger: Martha Berger. In: Reichspost, Jg. 32, Nr. 143, 25. Mai 1925, S. 7, online
- A. S.: Martha Berger: »Das Leben einer Frau«. In: Freie Stimmen, Jg. 45, Folge 139, 23. Juni 1925, S. 4, online
- Karin Michaelis: Das Recht, Mutter zu sein. In: Neue Freie Presse, Nr. 21.862, 26. Juli 1925, Morgenblatt, S. 27–29, online
  - Karin Michaelis: Das Recht auf Mutterschaft. In: Berliner Tageblatt, Jg. 54, Nr. 350, 26. Juli 1925, Morgen-Ausgabe, S. 5, online
  - Karin Michaëlis: Das Recht, Mutter zu sein. In: Prager Tagblatt, Jg. 50, Nr. 173, 26. Juli 1925, S. 3–4, online
    - Antworten auf den Artikel von Clara Katharina Pollaczek und Bertha Pauli in: Neue Freie Presse, Nr. 21.868, 1. August 1925, S. 11–12 online
- Robert Arthaber: Martha Berger. In: Salzburger Wacht, Jg. 27, Nr. 170, 29. Juli 1925, S. 5, online
- –er–: »Martha Berger«. In: Neues Grazer Tagblatt, Jg. 35, Nr. 384, 2. August 1925, S. 9–10, online
- Theodor Lessing: Lebendige Psychologie. In: Prager Tagblatt, Jg. 50, Nr. 252, 30. Oktober 1925, S. 3–4, online
- Lia Swarowsky: Martha Berger. In: Die Mutter. Halbmonatsschrift für alle Fragen der Schwangerschaft, Jg. 1, Nr. 24, 16. November 1925, S. 14, online
- D. B.: Wichtigere Bucherscheinungen. In: Arbeiter-Zeitung, Jg. 38, Nr. 351, 22. Dezember 1925, S. 8, online
- Die Frau (deutsche Zeitschrift), Jg. 32, 1925, S. 255.
- Hermann Bahr: Tagebuch. 28. November. In: Neues Wiener Journal, Jg. 33, Nr. 11.510, 6. Dezember 1925, S. 6, online
  - Buchausgabe in: Der Zauberstab. Hildesheim: Franz Borgmeyer 1927, S. 282–288

### Forschungsliteratur
- Martin Anton Müller: Martha Berger – Chronik eines Leidensbuches. In: Hermann Bahr und Salzburg. Hg. Manfred Mittermayer und Bernhard Judex unter Mitarbeit von Kurt Ifkovits. Salzburg: Verlag Anton Pustet 2023, ISBN 978-3-7025-1093-0, S. 84–96.
- Berger, Martha, in: Gudrun Wedel: Autobiographien von Frauen : ein Lexikon. Köln : Böhlau, 2010, S. 82
- Karl Hopf: Hermann Bahr und Salzburg. In: Dietrich, Margret (Hrsg.): Hermann-Bahr-Symposion „Der Herr aus Linz“. Im Rahmen des Internationalen Brucknerfestes Linz 1984. 16. bis 18. September 1984. Linz: Linzer Veranstaltungsgesellschaft 1987, 139.

## Belege
1. ↑  Börsenblatt für den deutschen Buchhandel : 23.02.1925. Abgerufen am 9. September 2022 (deutsch).
2. ↑  Alternatives Titelblatt mit handschriftlichen Änderungen im Nachlass Bahrs im Österreichischen Theatermuseum
3. 1 2  Martin Anton Müller: Martha Berger – Chronik eines Leidensbuches. In: Manfred Mittermayer, Bernhard Judex unter Mitarbeit von Kurt Ifkovits (Hrsg.): Hermann Bahr und Salzburg. Anton Pustet, Salzburg 2023, ISBN 978-3-7025-1093-0, S. 84–96.